# Плаксино
Пла́ксино (рос. Плаксино) — присілок у складі Нікольського району Вологодської області, Росія. Входить до складу Краснополянського сільського поселення.

## Населення
Населення — 53 особи (2010; 65 у 2002).
Національний склад (станом на 2002 рік):
- росіяни — 100 %